# Бану Муштак

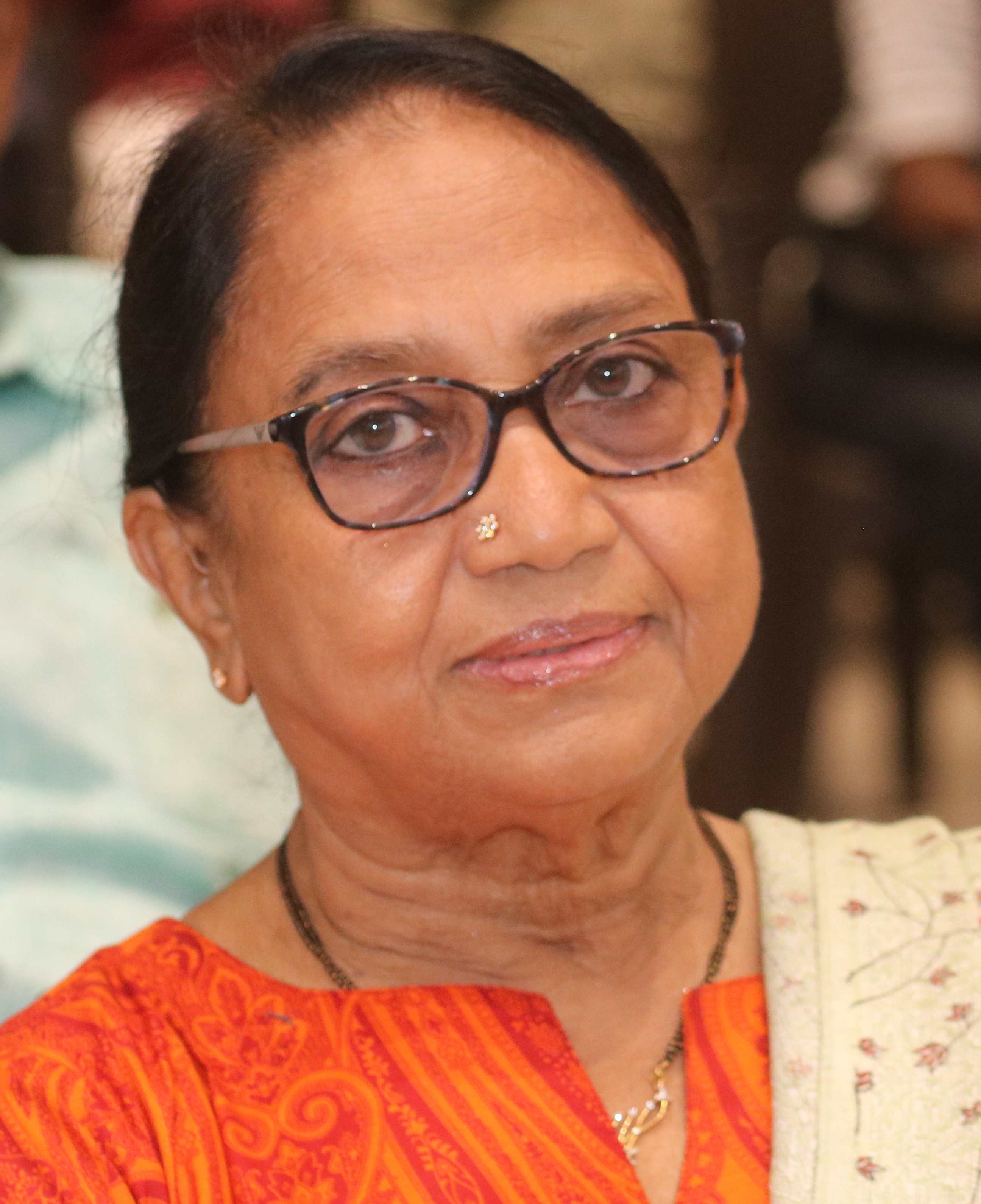
Бану Муштак

Бану Муштак (канн. ಬಾನು ಮುಷ್ತಾಕ್, нар. 3 квітня 1948, Гасан Карнатака, Індія) — індійська письменниця, активістка та юристка з південного штату Карнатака, знана завдяки збірці оповідань «Heart Lamp» у перекладі Діпи Бхастхі, яка отримала Міжнародну Букерівську премію 2025 року. Пише мовою каннада. Авторка шести збірок оповідань, роману, збірки есе та збірки поезій. Її твори перекладені урду, гінді, малаяламом, тамільською та англійською мовами.

## Біографія
Народилася в мусульманській родині в Гасані, штат Карнатака, 3 квітня 1948 року. У вісім років її зарахували до місіонерської школи з вивченням мови каннада в Шивамозі за умови, що вона опанує «читання та письмо мовою каннада за шість місяців»; вона перевершила всі очікування, почавши писати вже через кілька днів навчання.
Всупереч очікуванням громади, вона навчалася в університеті та у 26 років вийшла заміж з любові.
Була репортеркою газети «Ланкеш Патріке», а також кілька місяців працювала на All India Radio в Бангалуру.
З 1980-х років брала участь в активістських рухах, що прагнули підірвати «фундаменталізм та соціальну несправедливість» у Карнатаці.
2000 року проти Муштак та її сім'ї застосували тримісячний «соціальний бойкот» у відповідь на її «захист права мусульманських жінок відвідувати мечеті». Протягом цього періоду їй погрожували, і незнайомець намагався вдарити її ножем, але її чоловік завадив цьому.
На початку 2000-х років приєдналася до громадянської групи «Komu Souhardha Vedike», протестуючи проти зусиль, спрямованих на заборону мусульманам відвідувати синкретичну святиню в Баба Будангірі, округ Чікмагалур.
Підтримувала право мусульманських учнів носити хіджаб у школах.
Розмовляє каннадою, хінді, дакхні урду й англійською.

## Письменниця
З юних років цікавилася літературою, але почала писати лише у 29 років, ставши молодою мамою, яка страждала від післяпологової депресії. Вона почала писати, щоб дослідити свої почуття та переживання. Значна частина її творів присвячена жіночим проблемам.
Опублікував шість збірок оповідань, роман, збірку есеїв та збірку поезії. Її роботи переклали кількома мовами — урду, хінді, тамільською, малаяламською, а також англійською. Її оповідання «Карі Нагарагалу» 2003 року екранізували у фільм.

### «Heart Lamp»
Першою повноформатною книгою Муштак, перекладеною англійською мовою, стала збірка «Heart Lamp: Selected Stories» (видано видавництво And Other Stories, 2025) про жінок, дія яких відбувається в мусульманських громадах на півдні Індії. Перекладачка Діпа Бхастхі почала перекладати твори Муштака англійською мовою 2022 року. Бхастхі вибрала дванадцять оповідань з шести збірок, опублікованих Муштак у 1990—2023 роках.
У травні 2025 року збірка «Heart Lamp» отримала Міжнародну Букерівську премію 2025 року. Муштак стала першою письменницею мовою каннада, чиї роботи номінували на премію. Діпа Бхастхі стала першою індійською перекладачкою, яка отримала премію, і це була перша збірка оповідань, яка коли-небудь вигравала цю премію.
Оповідання у збірці відображають життя Муштак як журналістки та юристки, зосереджуючись на правах жінок й опорі кастовій та релігійній несправедливості в її частині країни.
Голова суддів Букерівської міжнародної премії Макс Портер сказав, що хоча оповідання феміністичні та «містять надзвичайні розповіді про патріархальні системи та опір», перш за все — це «прекрасні розповіді про повсякденне життя, й особливо життя жінок». Газета «Ґардіан» зазначила, що «тон різниться від тихого до комічного, але бачення послідовне», і назвала її «чудовою збіркою».

## Нагороди та визнання
- 1999: Премія Карнатакської академії мистецтв[16]
- Премія Даани Чінтамані Аттімаббе[16]
- 2024: Премія PEN English Translate за переклад Діпою Бхастхі книги «Хасіна та інші оповідання»[17]
- 2025: Міжнародна Букерівська премія за роман «Heart Lamp», переклад Діпи Бхастхі[18][19]